# Доманьяно
Доманьяно (итал. Domagnano) — один из девяти городов-коммун республики Сан-Марино.
Население составляет 2999 человек (по состоянию 2010 года). Территория города-коммуны — 6,62 км².
Граничит с городами-коммунами Фаэтано, Борго-Маджоре, Серравалле и итальянским Кориано.
Главный населённый пункт города-коммуны — Монтелупо (Волчья гора). На его гербе изображен бегущий белый волк, за ним видна гора Монте-Титано и Адриатическое море.
На местных выборах 2020 года все 100% голосов и 8 мест получил блок Доманьяно центро.

## История
Южная часть области со дня её основания принадлежала республике Сан-Марино. В 1463 году область была расширена за счёт прилегающих к Монтелупо территорий.
В Монтелупо находилась стратегически важная крепость Торрачия. Это была сторожевая башня лангобардов, использовавшаяся для передачи сообщений по ночам с помощью огненных знаков, что помогало контролировать близлежащие районы.
В 1892 году здесь проводились археологические раскопки, было найдено около 2000 римских монет, художественные изделия остготов, датирующиеся V веком, например брошь в виде орла из золота и драгоценных камней, знаменитое «сокровище Доманьяно».

## Административное деление
Делится на 5 приходов:
- Ка-Джаннино (Cà Giannino)
- Фьорина (Fiorina)
- Пьяндивелло (Piandivello)
- Спаччо-Джаннони (Spaccio Giannoni)
- Торрачча (Torraccia)

## Спорт
Область Доманьяно известна своим футбольным клубом «Доманьяно».